# Palacio de Falaknuma
El palacio de Falaknuma (en inglés: Falaknuma Palace; en télugu: ఫలకునుమా ప్యాలస్) es uno de los mejores palacios de la ciudad de Hyderabad, en el estado de Telangana, India. Perteneció primero a la familia Paigah de Hyderabad, y más tarde al  rey Nizam de Hyderabad. Se encuentra en un área de 13 hectáreas en Falaknuma, a cinco kilómetros de Charminar. Fue construido por Nawab Vikar-ul-Umra, primer ministro de Hyderabad y tío y hermanastro de Nizam VI, Nawab Mir Mahboob Ali Khan Bahadur. Falak-numa significa "como el cielo" o "Espejo del Cielo" en urdu.

## Diseño
La primera piedra de la construcción fue colocada por Sir Vicar el 3 de marzo de 1884. Era nieto materno de H.H. Sikandar Jah Bahadur, Nizam lll de Hyderabad. Le llevó nueve años completar la construcción y amueblar el palacio. Está hecho completamente con mármol italiano y tiene una superficie de 93.971 metros cuadrados.
El palacio fue construido en forma de escorpión, con dos picaduras que se extienden como alas en el norte. La parte central está ocupada por el edificio principal y la cocina, Gol Bangla, Zenana Mehal, y los cuartos de harén extienden hacia el sur. El palacio de Falaknuma es una rara mezcla de arquitectura italiana y Tudor.

## Historia
Sir Vicar (primer ministro de Hyderabad y Berar) utilizó el palacio como su residencia privada hasta que cambió de dueños y el palacio fue entregado a Nizam VI de Hyderabad alrededor del 1897-1898. Sir Vicar, además de ser el primer ministro de Hyderabad, fue también el emir de Paigah y era el nieto materno de Nizam III. Estaba casado con Nizam VI, quien también era conocida como Lady Viqar ul Umra.
El Palacio Falaknuma fue construido y amueblado por Amir e Paigah Sir Viqar Ul Umra von un costo de cuarenta rupias y se dice que incluso Sir Vicar tuvo que pedir dinero prestado al Banco de Bengala para completar su proyecto de ensueño. En la primavera de 1897 Mehboob Ali Pasha Nizam VI fue invitado al palacio, y le gustó el palacio tanto que decidió quedarse, ya que era la residencia de su hermana mayor Lady Vicar. Extendió su estancia y finalmente Sir Vicar se lo ofreció como ofrenda. A Nizam le gustó el gesto pero se dice que pagó a Sir Vicario una suma sustancial. El rey Nizam utilizó el palacio como una casa real de huéspedes, ya que tenía una imponente vista de toda la ciudad.
El Palacio de Falaknuma cayó en el olvido tras la década de 1950. El último invitado importante fue el presidente de la India Rajendra Prasad, en 1951. El palacio se mantiene cerrado desde entonces y se sometió a una gran restauración después de que se le cediera en arrendamiento al grupo de hoteles Taj.

## Reconversión en hotel de lujo
En 2000 Taj Hotels comenzó la renovación y restauración del palacio. El renovado hotel abrió sus puertas en noviembre de 2010. Las habitaciones y los pasillos estaban decoradas con muebles ornamentados, tapices artesanales y brocados de Francia. Los interiores tienen candelabros venecianos y frescos intrincados, con terrazas al aire libre, pinturas, estatuas, muebles, manuscritos y libros. El palacio cuenta con un comedor con capacidad para 101 comensales, considerado el más grande en el mundo, y el Salón Durbar, adornado con techos de madera tallada, suelo de parqué, muebles de madera de nogal y espejos artesanales. 